# Distretto di Erdao
Il distretto di Erdao (二道区S, Èrdào QūP) è un distretto della Cina, situato nella provincia di Jilin e amministrato dalla prefettura di Changchun.